# 川嶋辰彥
川嶋辰彥（日语：／ Kawashima Tatsuhiko，1940年4月20日—2021年11月4日）是日本的經濟學家，曾任學習院大學名譽教授、國土交通省專門委員。他於1971年在美國賓夕法尼亞大學獲得哲學博士學位，其研究領域為空間經濟學、統計學和計量經濟學。

## 人物簡介
1940年4月20日出生在今日的東京都豐島區，為家中次子。父親川嶋孝彥是日本內閣統計局的局長，母親為川嶋紀子。他們家的本籍地在和歌山縣的和歌山市。
和妻子和代育有一子一女。長女是日本德仁天皇弟弟秋篠宮文仁親王妻子紀子（原名川嶋紀子）。長子川嶋舟是東京農業大學農業部設計農學科副教授。
2021年11月4日，於東京都中央區的聖路加國際醫院病逝，享年81歲。

### 學歷
- 1959年，東京都立戶山高級中學（日语：東京都立戸山高等学校）畢業。

- 1964年，東京大學經濟學部（日语：東京大学大学院経済学研究科・経済学部）畢業。

- 1966年，東京大學經濟學研究院（日语：東京大学大学院経済学研究科・経済学部）碩士課程畢業。

- 1969年，賓夕法尼亞大學沃頓商學院碩士課程畢業。

- 1971年，賓夕法尼亞大學沃頓商學院博士課程畢業，獲區域科學博士學位（Ph.D. in Regional Science）。

### 履歷
- 1972年，擔任賓夕法尼亞大學講師。

- 1973年，擔任學習院大學經濟學部准教授（日语：助教授）。

- 1976年，擔任學習院大學經濟學部教授。

- 1977年－1979年，擔任國際應用系統分析研究所主任研究員。

- 1994年－1996年，擔任學習院大學東洋文化研究所所長。

- 1997年－2011年，擔任學習院大學海外協力研修項目策劃及執行負責人。

- 2011年，擔任學習院大學名譽教授。

### 所屬學會
- 應用區域科學學會（日语：応用地域学会）

- 日本交通學會

- 國際區域科學學會（英语：Regional Science Association International）

### 其他頭銜
- 1994年4月－1995年3月，應用區域科學學會 會長

- 日本徒步協會 會長

- 兒童廚房協會 名譽顧問

- 森紀念財團 理事

- 學術之丘 評議委員

- 松下國際財團 評議員

- 名櫻大學 客座教授

- 國土交通省社會資本整備審議會歷史風土分會歷史風土部歷史風土保存與繼承小組委員會 專門委員

## 外部連接
- 川嶋辰彦教授簡歷及著作目錄在學習院大學網站上（日語）